# 硬毛箬竹
硬毛箬竹（学名：Indocalamus hispidus）为禾本科箬竹属下的一个种。